# Lanzarote
Lanzarote ou, na sua forma portuguesa, Lançarote, é a ilha mais oriental do arquipélago das Canárias. É formada por vulcões adormecidos, enormes crateras e rios de lava. Nesta ilha temos o Parque Nacional de Timanfaya, que é uma das suas principais atracções turísticas. A sua capital é Arrecife.

## História
Esta ilha foi descoberta pelo navegador genovês Lanceloto Malocello  em 1312.
Em 1402 chegou à ilha Jean de Bettencourt, obtendo o seu senhorio, que passa ao sobrinho Maciot de Bettencourt. Assim se encontrava quando, cerca de 1448, o Infante D. Henrique, notando a importância estratégica da ilha para apoio à exploração, pescaria e comércio português na costa africana, decide contratar com Maciot a passagem deste senhorio para a sua posse. Antão Gonçalves foi o seu primeiro e único capitão português. A ilha após ocupação por uma armada de Antão Gonçalves e Álvaro de Ornelas, após março de 1448, seria no entanto perdida no ano seguinte.
Entre 1730 e 1736 deram-se grandes erupções vulcânicas, que destruíram vilas inteiras, originando uma fuga generalizada da população para as outras ilhas do arquipélago. Para pôr cobro a esta debandada, o rei Filipe V proibiu o abandono da ilha sob pena de morte.
Em 1776, foi erigido o castelo de San José, com a finalidade de proteger o porto das naus.
Em 1993, a Unesco, atribuiu a Lanzarote o estatuto de Reserva da biosfera.
José Saramago, Prémio Nobel da Literatura em 1998, residiu nesta ilha durante os últimos dezessete anos da sua vida.

## Celebrações
Destaca-se o carnaval, especialmente em Teguise e Arrecife. Outra festa importante é a de Nossa Senhora das Dores, padroeira de Lanzarote, em 15 de setembro, em Mancha Blanca (Tinajo).